# Stadtlohn
Stadtlohn este un oraș din landul Renania de Nord-Westfalia, Germania. 